# パルマ大聖堂 (スペイン)
パルマ大聖堂（スペイン語: Catedral de Santa María de Palma de Mallorca）は、スペイン・バレアレス諸島州パルマ・デ・マヨルカにあるローマ・カトリックの大聖堂。西地中海に浮かぶバレアレス諸島のマヨルカ島にある。重要文化財である。ラ・セウ（カタルーニャ語: La Seu）、パルマデマリョルカ大聖堂、マヨルカ大聖堂とも呼ばれる。

## 歴史

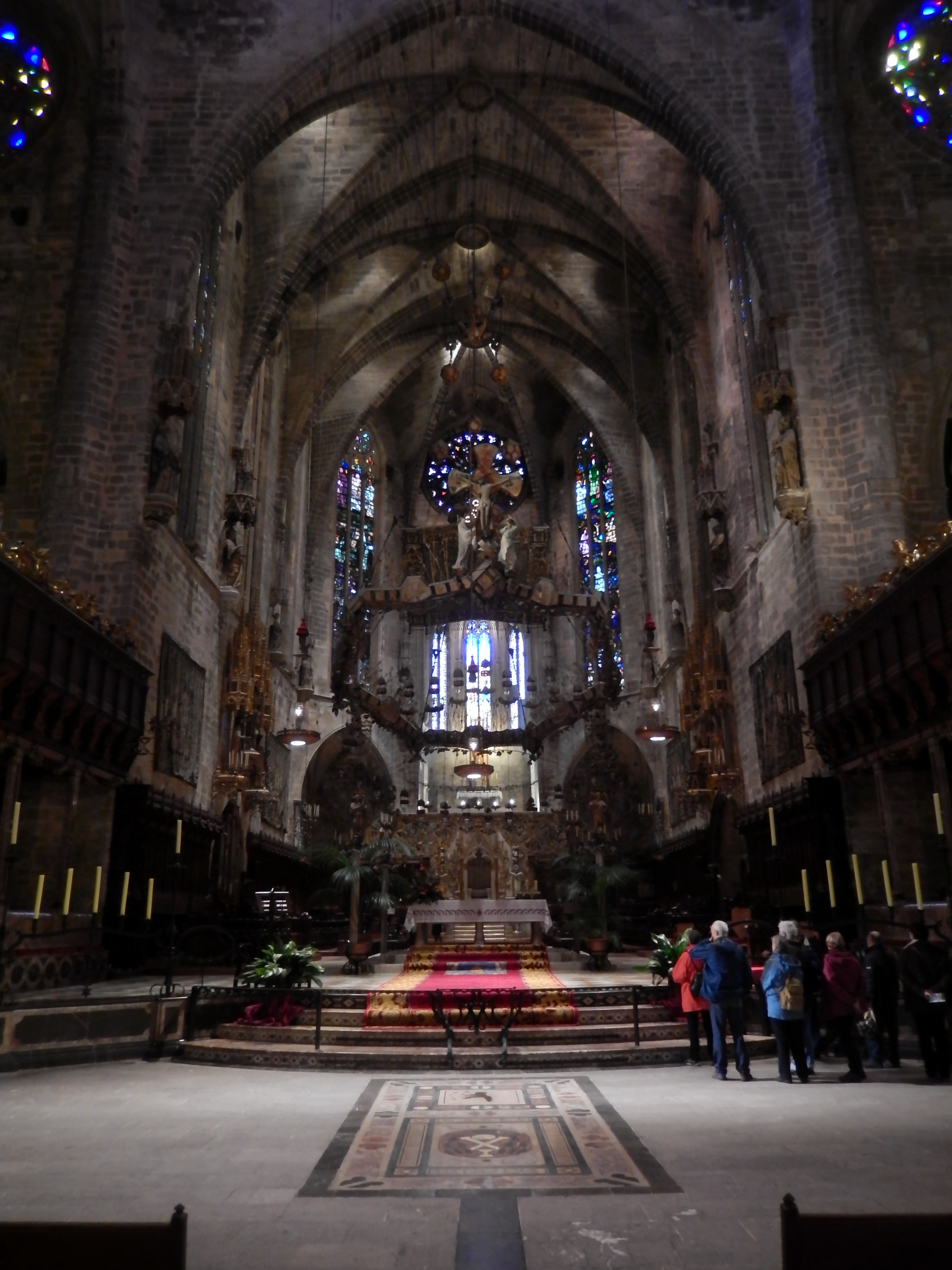
身廊

1229年にアラゴン＝カタルーニャ連合王国のハイメ1世がマヨルカ島を征服（レコンキスタ）し、1230年に建設が開始されたが、完成したのは1601年のことである。イスラーム教徒の時代のこの地にはモスクが存在したため、エルサレムではなくメッカの方角を向いている。
1851年の地震ではファサードが大きく損傷し、修復工事が開始された。修復開始から50年後の1903年には、マヨルカ司教によってカタルーニャ人建築家のアントニ・ガウディが修復計画に招聘された。ガウディの意見の一部は計画に採用され、聖歌隊席・祭壇などの配置変更、壁画・説教台・天蓋のデザインを行ったが、意見の食い違いから1914年には修復計画から手を引いている。

## 特徴
カタルーニャ・ゴシック様式で設計されたが、北ヨーロッパの影響を受けている。全長は121m、全幅は55m、身廊の全高は44mである。ゴシック様式の主要な大聖堂の身廊の高さを比較すると、パリのノートルダム大聖堂が33m、ランスのノートルダム大聖堂が38m、アミアンのノートルダム大聖堂が42m、ボーヴェのボーヴェ大聖堂が48mである。1,236枚のガラスからなる世界有数の規模のステンドグラスがある。